# Endless Serenade
『Endless Serenade』（エンドレスセレナーデ）は、1999年2月26日にかつて存在したソフトハウスDISKDREAMより発売された18禁ノベルアドベンチャーゲーム。
キャラクターはスター・システムを一部採用しており、Hon-Pro時代の『三重奏』、および次回作『夏祭』にその姿を見ることができる。

## ストーリー
交通事故で亡くなった御影 享一が、弟の御影 悠二に遺したもの。それは、新規開店したコンビニ「サツキ」と、婚約者の観音 皐だった。皐は、悠二にとって憧れ以上の感情を抱かせる女性。悲しみに暮れながらも、皐は「サツキ」の店長として、悠二は彼女を支えるアルバイトとしての関係を続けていた。
夏休みに3人のアルバイターを雇い入れた「サツキ」で、悠二は彼らの教育係を担当することとなる。この時はまだ、自らの数奇な運命を知る由もなかった。

## 登場人物
登場人物に年齢設定があり、攻略対象キャラに18歳以下のキャラクターが存在する。

### 中心人物
御影 悠二（みかげ ゆうじ）
主人公。大学生。兄の婚約者の皐に憧れるも、兄との情事を盗み見てしまい、一旦は思いを胸の奥にしまい込む。
享一を失った皐を支えるべく、コンビニ「サツキ」のアルバイトとして奮闘する。
観音 皐（みね さつき）
声：三五美奈子（OVA）
身長：159cm / 体重：53kg / スリーサイズ：B83/W60/H86 / 誕生日：5月6日 / 年齢：23歳
コンビニエンスストア「サツキ」の店長。もともとは婚約者の享一と店を始めるつもりだった。享一亡きあと、義弟となるはずだった悠二と共に店を盛り立てようと日々頑張っている。
やや天然ボケの、お姉さんタイプ。

### アルバイター
阿奏 美姫（あそう みき）
声：静木亜美（OVA）
身長：164cm / 体重：48kg / スリーサイズ：B88/W62/H90 / 誕生日：9月28日 / 年齢：19歳
無口な女子大生。長髪。新人アルバイター。おとなしい自分を変えようとアルバイトに応募した。私服は大胆だが、本意ではなく彼氏の趣味。
神楽 くるみ（かぐら くるみ）
身長：155cm / 体重：46kg / スリーサイズ：B76/W60/H79 / 誕生日：6月5日 / 年齢：18歳
元気な女子学生。寮生。ボブショート。新人アルバイター。オッチョコちょいで失敗も多いが、笑顔でカバー。コスプレ（というよりはかぶりもの）が趣味。家庭環境は複雑で、少女期の出来事が心に影を落としている。
鳴瀬 和美（なるせ かずみ）
身長：161cm / 体重：50kg / スリーサイズ：B84/W59/H88 / 誕生日：3月12日 / 年齢：22歳
利発な女子大生。長髪。最近まで「サツキ」に勤めていたアルバイト。
天野 真琴（あまのまこと）
男性。新人アルバイター。七瀬ルートでは恋のライバルとなる。

### その他の人物
響己 七瀬（ひびき ななせ）
身長：153cm / 体重：45kg / スリーサイズ：B72/W56/H74 / 誕生日：7月7日 / 年齢：17歳
女子学生。「サツキ」の常連客。僕っ娘でめがねっ娘。近所のゲーム制作会社にてCGの見習いをしている。
沢田 巧（さわだ たくみ）
美姫の彼氏。まだ一線は越えていない。美姫ルートにて重要な役割となる。

## システム
第一部「コンビニ編」と、第二部「ストーリー編」に分かれる。
第一部「コンビニ編」
日常シーンのほか、アルバイトのシフトを決めて仕事を指導することにより、攻略キャラが左右される。
終了後、「選択キャラのハッピーエンド」かつ「好感度」「バイトのスキル」「イベント量」の内部パラメータが一定のレベルだった場合、第一部のエンディングソングが流れたのちに第二部へ突入する。条件を満たさなければ、エンディング（グッド / バッド）となる。
第二部「ストーリー編」
通常のノベルアドベンチャーとなるが、攻略キャラ5人の複数エンディング（トゥルー / グッド / バッド）のほかにもう1つ、本作の裏事情を表すエンディングが存在する。攻略キャラ5人の第二部までのトゥルーエンディングをクリア後、「ゲームを初めからはじめる」メニューにこのルートへの選択肢が増える。
このようなシステムのため、総エンディング数が49個存在することとなった。

## スタッフ
- プロデュース：JUN、susie
- メインキャラクターデザイン：根須魂介
- サブキャラクターデザイン：藤ノ宮由美
- シナリオ：JUN
- サウンド：武藤直樹
  - 主題歌「オープンしてます！」- 歌：長田梢
  - エンディングテーマ「そっと…」- 歌：石井みいみ

## 関連アイテム

### アダルトアニメ
- バニラよりVHS、DVD、ブロードバンド、ストーミングにて発売。全1巻。

### ファンブック
- 『エンドレスセレナーデ コンプリートコレクション』 - 発行：ケイブンシャ / 出版年：1999年6月15日 ISBN 4-7669-3234-X

### ノベライズ
- 『エンドレスセレナーデ -Five Little Lovers』 - 著：飯野文彦 / 発行：コアマガジン / 出版年：1999年 ISBN 4-87734-312-1